# Brandi Edwards
Brandi Edwards (Tucson, Arizona; 23 de julio de 1980) es una actriz pornográfica estadounidense.

## Biografía
Brandi es actriz pornográfica y bailarina exótica, nacida  el 23 de julio de 1980 en Tucson, en Arizona. Comenzó a actuar en filmes eróticos en 2005, después de haber trabajado como estríper y modelo glamour en Phoenix, Arizona.

## Premios y nominaciones
- 2010: AVN Award – Best All-Girl 3-Way Sex Scene –  Supermodel Slumber Party — nominada[3]

## Filmografía parcial
- All Girl Collection (2010)[4]
- Pussy N Boots (2010)
- My Milf Boss 4 (2010)
- She's Asstastic (2010)
- Stairway to Anal (2010)
- Vagina: the Movie (2010)
- Milfs Like It Big 6 (2010)
- Dirty Dancing Filthy Fucking (2010)
- Sinful Sensations: Milf Edition (2009)
- Bossy Milfs (2009)
- My XXX Secretary 3 (2009)
- Two Girls es Every Girl 2 (2009)
- Masters of Reality Porn 2  (2009)
- Soccer Milfs 3 (2009)
- Super Model Slumber Party (2009)
- Big Mommy Boobs 4 (2009)
- Dirty 30's 8 (2009)
- Mrs. Bitch 3 (2009)
- Milf Date 3 (2009)
- When Milfs Attack (2009)
- Knock Up My Mommy 3 (2009)
- Milf Internal 6 (2008)
- My Wife's Hot Friend (2008)
- Come las You Please 3 (2008)
- Needy Housewives 6 (2008)
- Milf Lessons 18 (2008)
- Katsuni Minx (2008)
- Throated 15 (2008)
- Please...bang My Wife 3 (2008)
- Meet the Twins 12 (2008)
- Moms Gone Wild 2 (2008)
- Big Sausage Pizza 18 (2008)
- Mini Van Moms 9  (2008)
- Super Natural Sex (2008)
- Milf-stravaganza 3 (2008)
- Housewife 1 On 1 10 (2008)
- Fuck Dolls 9 (2008)
- Share My Cock 9 (2007)
- White Girls in the Hood (2007)
- I Scored a Soccer Mom 3 (2007)
- Dick Hunters (2007)
- Juice on the Loose (2007)
- Frat House Fuckfest 6 (2007)
- Yank My Crank 5 (2007)
- Who's That Girl 5 (2007)
- Secret Passions (2007)
- Shay: All-american Girl (2007)
- Sweet Smokin' Hotties (2007)
- Housewife 1 On 1 6 (2007)
- Fresh Young Asses (2007)
- Abominable Black Man 2 (2006)
- Fresh Young Asses 1 (2006)
- Big Cock Seductions 19 (2005)
- Intimate Secrets 4 (2005)